# Kiribati ai Giochi della XXXI Olimpiade
Kiribati ha partecipato ai Giochi della XXXI Olimpiade, che si sono svolti a Rio de Janeiro, Brasile, dal 5 al 21 agosto 2016, con una delegazione di tre atleti impegnati in due discipline: atletica leggera e sollevamento pesi. Portabandiera alla cerimonia di apertura è stato il sollevatore David Katoatau, che lo era stato anche ai Giochi di Londra 2012.

## Atletica
- 100 m maschili - 1 atleta (John Ruuka)
- 100 m femminili - 1 atleta (Karitaake Tewaaki)

## Sollevamento pesi
- -105 kg maschile - 1 atleta (David Katoatau)